# Tervajärvi (Nedertorneå socken, Norrbotten)
Tervajärvi är en sjö i Haparanda kommun i Norrbotten och ingår i Torneälvens huvudavrinningsområde.